# Oorakam
Oorakam es una ciudad censal situada en el distrito de Thrissur en el estado de Kerala (India). Su población es de 13149 habitantes (2011). Se encuentra a 21 km de Thrissur y a 51 km de Cochín.

## Demografía
Según el censo de 2011 la población de Oorakam era de 13149 habitantes, de los cuales 6229 eran hombres y 6920 eran mujeres. Oorakam tiene una tasa media de alfabetización del 94,49%, superior a la media estatal del 94%: la alfabetización masculina es del 96,63%, y la alfabetización femenina del 92,58%.